# Чуриков, Александр Егорович
Алекса́ндр Его́рович Чу́риков (22 августа 1949 — 20 мая 2018) — советский хоккеист, нападающий.

## Биография
Воспитанник новосибирской «Сибири». Выступал за команду на протяжении девяти сезонов (1967/68 — 1968/69, 1969/70 — 1975/76), в чемпионате СССР провёл пять сезонов (1967/68 — 1970/71, 1975/76). В сезоне 1968/69 играл за СКА Новосибирск в рамках прохождения армейской службы. В конце карьеры выступал за «Ижсталь» (1976/77) и «Торпедо» Усть-Каменогорск (1977/78).
Работал тренером в команде мастеров «Машиностроитель» (Новосибирск) и городской СДЮСШОР, методистом новосибирского Центра зимних видов спорта.
Скончался 20 мая 2018 года. Похоронен на Заельцовском кладбище Новосибирска.